# House of Ladosha
House of Ladosha est un collectif artistique et un duo de rap LGBT basé à New York mené par Antonio Blair (« Dosha Devastation aka La Fem LaDosha ») et Adam Radakovich (« Cunty Crawford »),, et incluant d'autres membres comme Neon Christina Ladosha (Christopher Udemezue), Magatha Ladosha (Michael Magnan), YSL Ladosha (Yan Sze Li), General Rage Ladosha (Riley Hooker), et Juliana Huxtable. 
Nombre des membres de Ladosha se sont rencontrés lors de leurs études à la Parsons School of Design. Le groupe est fondé en 2007. Ils font l'ouverture de Azealia Banks[pas clair] et des performances avec Ssion.
Les membres de House of Ladosha travaillent sur des  installations vidéos, des performances, des drag show, et de la musique. Leur musique est citée comme une « déconstruction de la masculinité et la sexualité du hip-hop ».  
Blair et Radakovich ont indiqué que le film Paris Is Burning a eu une influence majeure sur leur musique et leurs costumes. 
Rihanna est photographiée alors qu'elle porte un T-shirt "Cunt Life" (vie de chatte) conçu par le groupe.